# Setge de Guardamar (1358)
La presa o setge de Guardamar de 1358 fou un dels episodis de la Guerra dels dos Peres.

## Antecedents
Als darreres dies de febrer de 1357, l'infant Ferran d'Aragó i de Castella, amb un exèrcit de 2000 homes de l'emirat de Gharnata, va prendre la vila de Jumella, i les tropes aragoneses es van refugiar al castell, on foren assetjades, que es va rendir per fam el 18 de maig. Amb l'amenaça castellana a Saragossa, a instàncies del cardenal Guillaume de la Jugie, llegat del Papa Innocenci VI, es va signar el 8 de maig entre ambdós reis una treva d'un any, i la notícia no va arribar a Jumella fins al 22 de maig, quan aquesta ja havia caigut en mans castellanes. Pere el Cerimoniós trencà la treva l'agost recuperant Tarassona.
El rei de Castella preparà una flota a Sevilla amb la intenció de destruir el poder marítim català, Simone Boccanegra, que va pujar al poder de la República de Gènova després de la Guerra venecianogenovesa, es va aliar amb el Regne de Castella per atacar la Corona d'Aragó, aliada dels venecians.

## Desenvolupament tàctic
L'estol de dotze galeres del Regne de Castella, comandades per Pere el Cruel i sis galeres de la República de Gènova, comandades per Egidi Boccanegra es presentà l'agost de 1358 davant de Guardamar, emparant-se de la ciutat, però el castell de Guardamar del Segura, defensat per Bernat de Cruïlles, restà en mans dels catalans.
Un temporal destruí la flota invasora, i Pere el Cruel hagué de retirar-se per terra.

## Conseqüències
Muhàmmad V de Gharnata, abans de ser derrocat, va participar el 1359 atacant Oriola, i amb la flota l'any següent, els castellans aixecaren per prendre Guardamar, en una expedició que pretengué amb la intenció de destruir el poder marítim català, amb el suport de l'Emirat de Gharnata, la República de Gènova i el Regne de Portugal, que fracassà en el seu intent de prendre València, Barcelona i Eivissa.